# Bedri Pejani
Bedri Pejani vagy Bedri Peja, eredeti nevén Bedri Thaçi (bɛdɾi pɛjani; Ipek, 1885. június 10. vagy október 10. – Prizren, 1946. július 6.) nacionalista koszovói albán politikus. Az 1900-as évektől részt vett az albánság, majd az 1920-as évektől a koszovói albánság függetlenségi küzdelmeiben. 1943-ban két hónapig Albánia oktatásügyi minisztere volt. Az 1943-ban megalapított Második Prizreni Liga vezetőjeként felelős volt a koszovói szerbek ellen irányuló etnikai tisztogatásért. 1946-ban halálra ítélték.

## Életútja
A koszovói Ipek (ma Peja) városában született. Alapiskoláit követően először a konstantinápolyi Robert College-ban tanult tovább, majd a Konstantinápolyi Egyetemen végzett történettudományi tanulmányokat. Diákévei alatt kapcsolatban állt az oszmán fennhatóság ellen küzdő nacionalista körökkel, 1902-ben tagja volt annak a társaságnak, amely egy föderatív albán–macedón állam alapításáról szőtt terveket.
Iskolái elvégzését követően 1908-ban Üszküpben (ma Szkopje) vállalt tanítói állást. 1908 novemberében jelen volt a latin betűs albán ábécé bevezetéséről döntő manasztiri kongresszuson, majd 1910 márciusában az 1908-as döntést megerősítő második manasztiri tanácskozáson is. 1912 végén részt vett az albán függetlenséget kivívó törekvésekben: októberben egyik megfogalmazója volt a nagyhatalmak képviselőihez Albánia ügyében intézett politikai memorandumnak, majd Koszovó küldötteként megjelent a november 28-án kezdődő, az ország függetlenségét kikiáltó vlorai nemzetgyűlésen, a függetlenségi nyilatkozat aláíróinak egyike volt. Az első világháború végén, 1918-ban megalapított Koszovói Nemzetvédelmi Bizottság egyik fő szervezője volt, 1919-ben pedig a koszovói albánokat képviselte a Párizs környéki béketárgyalásokon.
1920-ban az észak-albániai Shkodrában telepedett le, ahol a Populli (’A Nép’) című folyóirat főszerkesztője volt, valamint részt vett az Atdheu (’Haza’) szövetség megalapításában. 1921-től az első állandó albán nemzetgyűlés képviselőjeként, a néppárti frakció vezetőjeként politizált. Az elkövetkező időszakban egyre inkább eltávolodott a hangadó Amet Zogu politikai irányvonalától, központosító törekvéseitől, 1923 szeptemberében csatlakozott Zogu ellenzékéhez. Miután azonban Zogu 1924 végén konszolidálta hatalmát és megkezdte a leszámolást politikai ellenfeleivel, Pejani elhagyta az országot, és 1930-ig emigrációban élt. Először közreműködött a Koszovói Felszabadítási Bizottság megalapításában, majd a Zogu-ellenes emigráns szervezet, a Nemzeti Forradalmi Bizottság tevékenységében. Politikai tevékenységéért Albánia zogista bírósága távollétében halálra ítélte Pejanit. Az általános amnesztiát követően 1930-ban visszatért Albániába, de a politizálástól nem tudta sokáig távol tartani magát. 1935-ben részt vett a Zogu-ellenes fieri felkelésben, 1937-ben ismét elhagyni kényszerült az országot, és Franciaországban telepedett le.
Miután Olaszország 1939. április 7-én lerohanta Albániát, Pejani 1940-ben ismét visszatért az országba, de a megszálló hatóságok túlzott nacionalizmusa miatt 1941-ben Porto Romanóba internálták. Olaszország kapitulációját és Albánia német megszállását követően Pejani visszanyerte szabadságát, és 1943. szeptember 8-án az albán lakta területek egyesítéséért küzdő Második Prizreni Liga alapító tagja lett. Pejani heves nacionalizmusa még Hermann Neubacher német követet is riasztotta. Pejani az Ibrahim Biçakçiu vezette kormányban 1943. szeptember 14-étől november 4-éig az oktatásügyi tárcát vezette, egyúttal 1943–1944-ben ismét nemzetgyűlési képviselő lett. 1944. januártól júniusig a Második Prizreni Liga elnöke lett, és felelős volt a szervezet paramilitáris alakulatai által végrehajtott etnikai tisztgatásokért, amelyek során mintegy 40 ezer koszovói szerbet mészároltak le.
A második világháború után, 1945-ben a kommunista albán hatóságok Tiranában letartóztatták Pejanit, majd átadták a jugoszláv rendőrségnek. 1946. február 21-én a prizreni bíróság halálra ítélte, de Pejanit még az ítélet végrehajtása előtt rejtélyes körülmények között megmérgezték, a prizreni kórházban halt meg.